# Gemma Bosini
Gemma Bosini (Milano, 1890 – Milano, 2 febbraio 1982) è stata un soprano italiano che ebbe una carriera internazionale attiva dal 1909 al 1930.
Era particolarmente associata al ruolo di Alice Ford in Falstaff di Giuseppe Verdi, un ruolo che ha interpretato più di 400 volte durante la sua carriera. È anche ricordata per essere stata la prima soprano a registrare il ruolo di Mimì in La bohème di Giacomo Puccini nel 1917. Ha inoltre effettuato registrazioni complete del Faust di Gounod e de La vedova allegra di Lehar. Dopo essersi ritirata dal palcoscenico, nel 1930, si dedicò all'insegnamento del canto e alla gestione della carriera di suo marito, il baritono Mariano Stabile.

## Biografia
Studiò canto nella sua città natale con Salvatore Pessina e debuttò nel 1909 nel ruolo di Mimi ne La bohème di Giacomo Puccini al Politeama Marengo di Novi Ligure. Sempre quell'anno andò in tournée a Quito, in Ecuador, dove cantò Mimì al Teatro Sucre. Ha cantato Mimi più volte durante la sua carriera, al Teatro Petruzzelli di Bari (1911), al Teatro Rendano di Cosenza (1912), al Politeama Rossini di Tunisi (1913), al Teatro Biondo di Palermo (1914), al Teatro Apollo di Bologna (1917), al Politeama Chiarella di Torino (1918) e al Gran Teatre del Liceu di Barcellona (1919). Nel 1917 divenne la prima cantante a registrare il ruolo di Mimì, cantando con l'Orchestra e il Coro del Teatro alla Scala diretto da Carlo Sabajno.
Per due decenni si esibì attivamente in teatri lirici in tutta Italia, e fu spesso al Teatro Massimo di Palermo, dove debuttò nel 1915 nel ruolo di Antonia ne I racconti di Hoffmann. Fu durante quella produzione che incontrò suo marito, il baritono Mariano Stabile (1888-1968). Altri teatri lirici italiani in cui cantò, durante la sua carriera, sono stati il Teatro della Pergola di Firenze, il Teatro di San Carlo di Napoli, il Teatro Lirico Giuseppe Verdi di Trieste e il Teatro Metastasio di Prato. Fuori dall'Italia, cantò al Liceu di Barcellona nel 1918 nel ruolo di Donna Elvira in Don Giovanni, dove tornò più volte nei due anni seguenti. Cantò anche al Teatro dell'Opera del Cairo e al Teatro Colón di Buenos Aires nei panni di Alice Ford nel Falstaff di Verdi. La sua ultima apparizione è stata nel ruolo di Alice Ford al Teatro Massimo di Palermo nel 1930.
La Bosini cantò una vasta gamma di parti durante la sua carriera. Altri ruoli che interpretò comprendono Cio-Cio-San in Madama Butterfly, Desdemona in Otello, Elsa in Lohengrin, una "fanciulla fiore" in Parsifal, Hanna Glawari ne La vedova allegra, Maria in Guglielmo Ratcliff, Margherita in Mefistofele, Marguerita in Faust, Micaela in Carmen, Nedda in Pagliacci, il ruolo del titolo nella Fedora di Giordano, in  Iris di Mascagni, in Manon di Massenet, e in Manon Lescaut e Tosca di Puccini.
Dopo essersi ritirata dal palcoscenico, nel 1930, insegnò canto a Milano e gestì la carriera di suo marito. Lei e suo marito hanno vissuto gli ultimi anni della loro vita alla Casa di Riposo per Musicisti a Milano. È morta lì nel 1982.